# De officiis

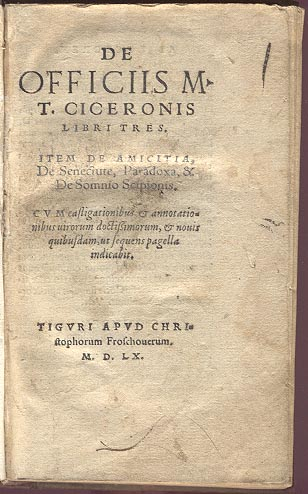
Titelpagina van Cicero's De officiis. Christopher Froschouer - 1560.

De officiis (Over plichten of Over verplichtingen) is een essay van Marcus Tullius Cicero, verdeeld in drie boeken, waarin Cicero zijn opvattingen uiteenzet aangaande de beste levenswijze, gedragingen, en het in acht nemen van morele verplichtingen.

## Oorsprong
Cicero schreef De officiis kort voor zijn dood in minder dan vier weken gedurende oktober en november 44 v.Chr. Hij was op dat moment nog steeds politiek actief en trachtte te voorkomen dat revolutionaire partijen controle zouden krijgen over de Romeinse Republiek. Ondanks zijn inspanningen slaagde het republikeinse systeem er echter niet in om te overleven, zelfs niet na de moord op Caesar in maart 44 v.Chr. Cicero werd later eveneens vermoord op 7 december 43 v.Chr.
Het essay is geschreven in de vorm van een brief aan zijn zoon met dezelfde naam, die filosofie studeerde in Athene. Afgaande op de vorm is het desalniettemin aannemelijk dat Cicero het schreef met een breder publiek in gedachte. Het essay werd postuum gepubliceerd.
De officiis is wel gekarakteriseerd als een poging tot het definiëren van idealen van maatschappelijk gedrag. Het werk bekritiseert de recentelijk vermoorde dictator Julius Caesar op een aantal plaatsen, en zijn dictatorschap als geheel.

## Inhoud
Hoewel Cicero werd beïnvloed door de Academische, Peripatetische en Stoïsche scholen van de Griekse filosofie, geeft dit werk een invloed weer van de stoïsche filosoof Panaetius. Het essay bespreekt wat eerbaar is (Boek I), wat zinvol of tot iemands voordeel is (Boek II), en wat te doen wanneer het eerbare conflicteert met het zinvolle (Boek III). Cicero zegt dat ze hetzelfde zijn en dat ze enkel schijnbaar in conflict zijn. In Boek III verwoordt Cicero zijn eigen ideeën. Michael Grant zei dat "Cicero zelf schijnt deze verhandeling te hebben gezien als zijn spiritueel testament en meesterwerk".
Cicero beweert dat het ontbreken van politieke rechten de morele deugden corrumpeert. Cicero spreekt ook van een natuurrecht hetgeen wordt gezegd te regeren over zowel mensen als goden.
Cicero drong er bij zijn zoon Marcus op aan om de natuur en wijsheid te volgen, alsmede politiek, en waarschuwde tegen plezier en
luiheid. Cicero's essay leunt zwaar op anekdotes, veel meer dan zijn andere werken, en is geschreven in een meer ontspannen en minder formele stijl dan zijn andere geschriften, wellicht omdat hij het in korte tijd schreef. Net als de satires van Juvenalis, verwijst Cicero's De officiis regelmatig naar de actualiteit van zijn tijd.

## Invloed
De invloed van het werk is diepgaand. Hoewel het geen christelijk werk is, verklaarde Sint-Ambrosius het in 390 legitiem voor gebruik door de Kerk (samen met alle andere werken van Cicero en de al even populaire Romeinse filosoof Seneca). Het werd het morele gezag tijdens de middeleeuwen. Van de kerkvaders Sint-Augustinus, Sint-Hiëronymus en in nog grotere mate Sint-Thomas van Aquino, weten we dat ze bekend waren met het werk.
Het belang van het werk wordt onderstreept door het feit dat De officiis (na de Gutenbergbijbel) het tweede boek was dat ooit gedrukt werd. In bibliotheken rond de wereld zijn nog altijd zo'n 700 handgeschreven kopieën te vinden welke dateren van vóór de uitvinding van de drukpers. Alleen van de Latijnse grammaticus Priscianus bestaan nog meer dergelijke handgeschreven kopieën, ongeveer 900 resterende werken.
Francesco Petrarca, de vader van het humanisme, verdedigde Cicero. Verschillende van zijn werken bouwen voort op voorschriften uit De officiis. De katholieke humanist Erasmus publiceerde zijn eigen editie in Parijs in 1501. Zijn enthousiasme voor deze morele verhandeling is in vele werken uitgedrukt. De Duitse humanist, Philip Melanchthon introduceerde De officiis in lutheraans humanistische scholen.
T.W. Baldwin zei dat "in Shakespeares tijd, De officiis het hoogtepunt van moraalfilosofie was". In zijn populaire Governour uit 1531 noemt Sir Thomas Elyot drie essentiële teksten voor de opvoeding van jonge mannen: Plato's werken, Aristoteles' Ethica Nicomachea en De officiis.
Tijdens de 17e eeuw was het verplichte literatuur op Engelse scholen (Westminster en Eton) en universiteiten (Cambridge en Oxford). Het werd uitgebreid besproken door Hugo de Groot en Samuel von Pufendorf. Hugo de Groots werk De iure belli ac pacis ("Over het recht van oorlog en vrede") maakt in grote mate gebruik van De officiis. Het werk was eveneens van invloed op Robert Sanderson en John Locke.
In de 18e eeuw zei Voltaire over De officiis: "niemand zal ooit iets schrijven dat nog wijzer is". Frederik de Grote vond het boek zo indrukwekkend dat hij de geleerde Christian Garve vroeg om een vertaling te maken, ondanks het feit dat sinds 1756 al twee Duitse vertalingen gemaakt waren. Garve's project resulteerde in 880 pagina's aanvullend commentaar.
Het blijft een van Cicero's meest populaire werken vanwege de stijl en de beschrijving van het politieke leven ten tijde van de Romeinse Republiek.

## In Nederlandse vertaling
- Marcus Tullius Cicero, De plichten. Leefregels gebaseerd op het stoïcisme, vertaald, ingeleid en van aantekeningen voorzien door Jef Ector, 1984. ISBN 9789033408519
- Cicero, Fatsoen, vertaald en toegelicht door Paul Silverentand, 2019. ISBN 9789025310271